# 1616 Filipoff
Az 1616 Filipoff (ideiglenes jelöléssel 1950 EA) a Naprendszer kisbolygóövében található aszteroida. Louis Boyer fedezte fel 1950. március 15-én, Algírban.